# Leibzoll

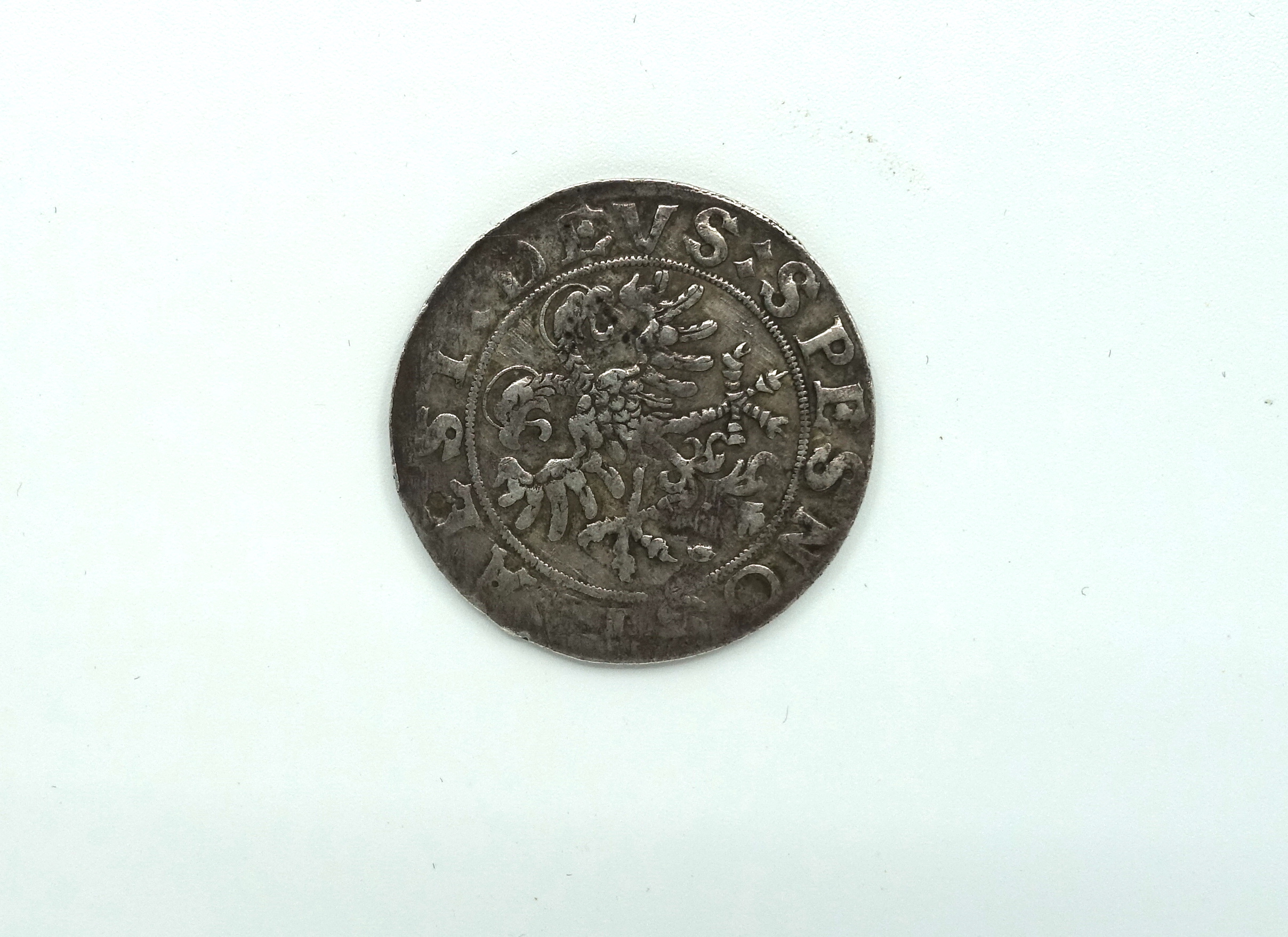
Moeda Schaffhausen Dicken de 1617. Corresponde ao Leibzoll de 24 kreuzers que os judeus tiveram de pagar a partir de 1676 para permanecer em Schaffhausen. Moeda da coleção do Museu Judaico da Suíça.

O Leibzoll, também conhecido como Leibmaut ou Judengeleit, era um pedágio especial que os judeus tinham de pagar ao cruzar uma fronteira alfandegária territorial para sua proteção pessoal e, portanto, para sua integridade física. Este era cobrado na maioria dos estados europeus desde a Idade Média até o século XIX.

## História
O termo "Leibzoll" também era usado para o imposto alfandegário sobre o gado. Esse era outro motivo pelo qual o imposto era frequentemente considerado indigno. Em Vest Recklinghausen, de acordo com a tarifa alfandegária de 1786, o Leibzoll era de 3 Stüber. No decreto impresso do Príncipe-eleitor Franz da Áustria, com o qual a tarifa alfandegária de Vest de 1786 foi publicada, a linha sobre o Leibzoll ("Um judeu paga 3 Stüber") foi inserida entre as linhas da tarifa alfandegária para uma vaca (1 Stüber) e uma onça de vinho (7 Stüber).
Formalmente, o Leibzoll era uma consequência do direito de passagem, que havia sido transferido para os soberanos como um Regal (Regal judaico). O Leibzoll, portanto, implicava uma contrapartida, ou seja, a proteção dos judeus que viajavam ou não residiam na área. Nessa forma, ele deve ser diferenciado do dinheiro de proteção aos judeus, que tinha de ser pago pelos judeus residentes.
No território da atual Suíça, os judeus estavam sujeitos à prática humilhante de pagar o imposto Leibzoll, especialmente entre os séculos XVII e XVIII. Além disso, os judeus pagavam impostos mais altos sobre suas mercadorias, muitas vezes até o dobro do valor normal.
Zurique era particularmente rigorosa, como mostra um decreto de 1675, que só permitia que "cavalos judeus" cruzassem o território de Zurique, enquanto os judeus não tinham permissão para pisar em terra. Os judeus tinham que pagar o dobro do imposto alfandegário para atravessar o território de Zurique com seus cavalos.
O Leibzoll em Schaffhausen foi fixado em 24 kreuzer em 1676. Por essa quantia, os judeus tinham permissão para permanecer e negociar na cidade por dois dias, desde que todo o comércio fosse feito em dinheiro.
As autoridades muitas vezes lucravam com o Leibzoll. Na Basileia, o dinheiro era coletado pelo Oberstknecht. A comunidade judaica da Basileia havia crescido para mais de 700 famílias no século XVIII e, em 1723, a soma total do Leibzoll chegava a cerca de 500 libras.
Em 1797, a Consulta Helvética aboliu a taxa alfandegária judaica por ordem de Napoleão Bonaparte. Na prática, isso significou que todos os impostos e taxas pessoais (Leibzoll) foram abolidos para os judeus franceses. Em Schaffhausen, foram necessários mais dois anos para que essas taxas fossem abolidas, e o conselho municipal decidiu manter o Leibzoll para os judeus não franceses. Da mesma forma, em 1804, o Pequeno Conselho de Friburgo decidiu cobrar taxas de ponte mais altas para todos os judeus que não eram cidadãos franceses.
Esses exemplos deixam claro que, embora o Leibzoll tenha sido oficialmente abolido em 1797, taxas e pedágios adicionais continuaram a ser cobrados em áreas hostis aos judeus. Na Suíça, assim como em Liechtenstein, as regulamentações e políticas restritivas para os judeus permaneceram em vigor até o século XIX.
Wolf Breidenbach era um banqueiro alemão e fator da corte e é considerado o criador da abolição do Leibzoll na Alemanha. Após seus esforços, o Leibzoll foi cobrado até 1806/1823, dependendo do local.